# Microxenus laticollis
Microxenus laticollis là một loài bọ cánh cứng trong họ Endomychidae. Loài này được Wollaston miêu tả khoa học năm 1861.